# 1984 في إيران
فيما يلي قوائم الأحداث التي وقعت خلال عام 1984 في إيران.

## سياسة

### تعيين في المنصب
- 28 مايو – حسن روحاني عضو مجلس الشورى الإسلامي.

### انتهاء فترة المنصب
- 27 مايو – حسن روحاني عضو مجلس الشورى الإسلامي.
- 28 مايو – علي أكبر معين فر عضو مجلس الشورى الإسلامي.

## كتب
من الكتب التي صدرت هذه السنة في إيران:
- 1 يناير – كليدر من تأليف محمود دولت آبادي.

## مواليد

### يناير
- 1 يناير – مريم حيدري شاعرة ومترجمة إيرانية.
- 12 يناير – ترانة عليدوستي ممثلة إيرانية.
- 22 يناير – هاشم بيك زاده لاعب كرة قدم إيراني.

### فبراير
- 12 فبراير – أيلار لاي ممثلة نرويجية.

### مايو
- 16 مايو – أحمد جمشيديان لاعب كرة قدم إيراني.
- 20 مايو – محسن روح ‌الاميني

### يونيو
- 8 يونيو – صابر أبر
- 9 يونيو – مسعود شجاعي لاعب كرة قدم إيراني.
- 10 يونيو – شيفا نظر أحاري
- 26 يونيو – فرزان أطهري ممثل إيراني.
- 27 يونيو – إلناز شاكردوست ممثلة إيرانية.

### يوليو
- 5 يوليو – حسين رجبيان مخرج سينمائي إيراني وكاتب سيناريو ومنتج أفلام ومصور.

### أغسطس
- 6 أغسطس – غلام رضا رضائي لاعب كرة قدم إيراني.
- 6 أغسطس – مجتبى عبديني مبارز بالسيف إيراني.
- 13 أغسطس – مرتضى باشايي

### سبتمبر
- 14 سبتمبر – محمد رضا خلعتبري لاعب كرة قدم إيراني.
- 20 سبتمبر – علي دورقي لاعب كرة سلة إيراني.

### ديسمبر
- 22 ديسمبر – مازيار زارع لاعب كرة قدم إيراني.

## وفيات

### يناير
- 1 يناير – حبيب يغمائي (مواليد 1901) صحفي ومدرس وشاعر إيراني.
- 1 يناير – كريم أميري فيروز كوهي (مواليد 1910) شاعر إيراني.
- 4 يناير – رضا الزنجاني (مواليد 1902)

### مارس
- 14 مارس – محمد إبراهيم همت (مواليد 1955)

### مايو
- 20 مايو – رحمت مصطفوي (مواليد 1919)

### يونيو
- 21 يونيو – حبيب خيبري (مواليد 1954) لاعب كرة قدم إيراني.

### سبتمبر
- 29 سبتمبر – عبد الله الموسوي الشيرازي (مواليد 1892)